# Eros Fassetta
Eros Silvio Fassetta (Codogno, 6 marzo 1936 – dicembre 2002) è stato un calciatore italiano, di ruolo terzino.

## Carriera
Cresciuto calcisticamente nel Milan, con cui si aggiudica la Coppa Latina 1956 e, con la formazione giovanile, il Torneo di Viareggio 1957, esordisce in Serie A il 10 maggio 1956 in occasione del successo interno sul Novara.
Dopo un anno in prestito in Serie B al Simmenthal-Monza, torna al Milan per la stagione 1957-1958, prendendo parte ad un'altra gara di campionato: Milan-Atalanta 5-0.
Nell'estate 1958 viene ceduto al Verona, dove disputerà da titolare sette campionati di Serie B.
Oltre alle 2 gare in Serie A, in carriera ha totalizzato complessivamente 188 presenze in Serie B, mettendo a segno 2 reti.

## Palmarès

### Competizioni internazionali
- Coppa Latina: 1

Milan: 1956

### Competizioni giovanili
- Torneo di Viareggio: 1

Milan: 1957